# Bailo di Costantinopoli

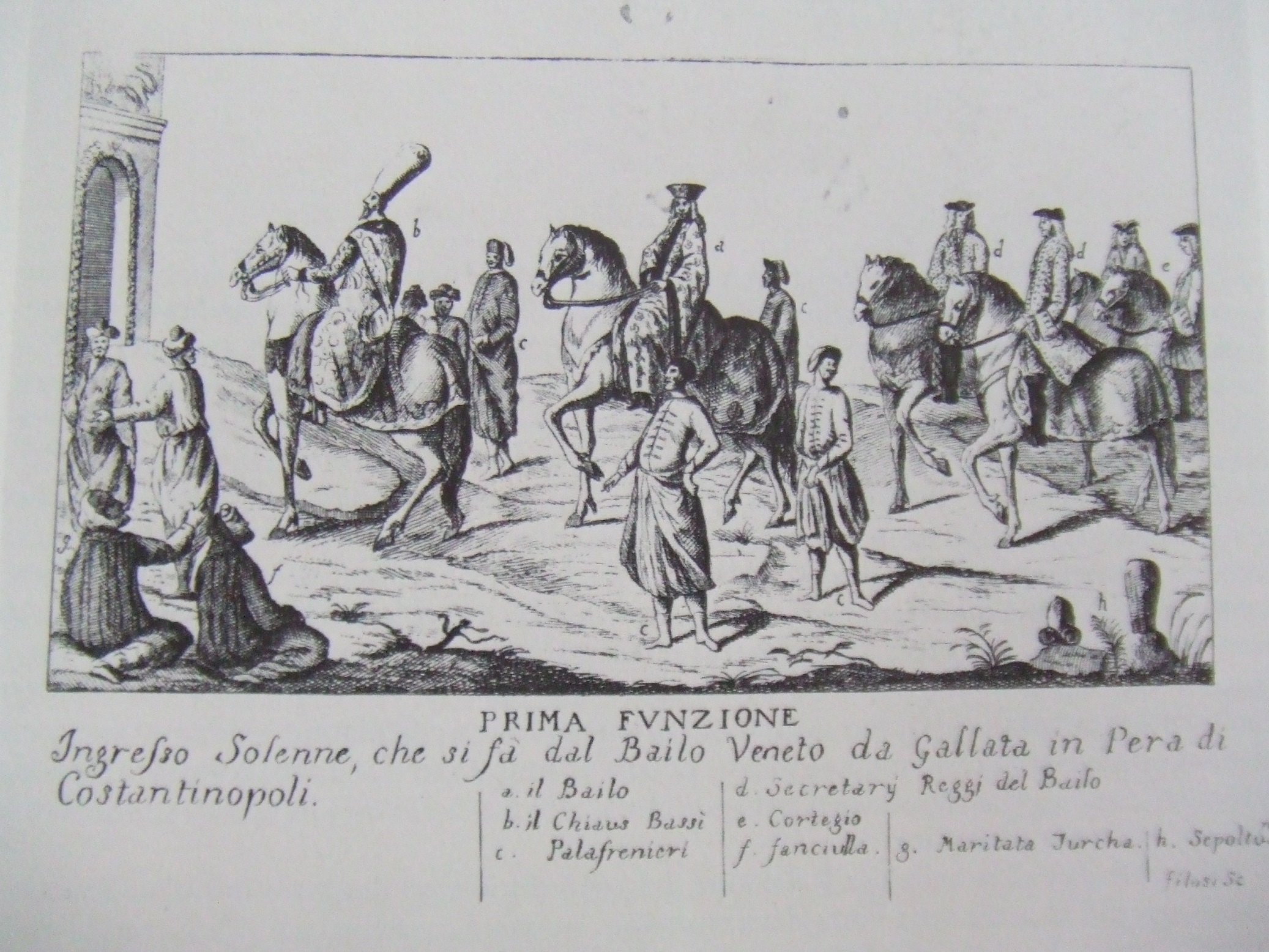
Incisione che mostra l'ingresso di un nuovo bailo veneziano a Costantinopoli, c. 1700

Un bailo, scritto anche baylo (pl. baili), era un diplomatico che supervisionava gli affari della Repubblica di Venezia a Costantinopoli, la capitale dell'Impero ottomano. Tale istituzione diventò permanente a partire dal 1454 .
Le numerose e dispendiose guerre di Venezia con gli Ottomani fecero capire ai Veneziani come fosse preferibile fare affidamento sulla diplomazia come risoluzione di controversie, piuttosto che su offensivi (o difensivi) sforzi militari per mantenere e difendere la propria posizione di dominio nel Mediterraneo orientale. Il lavoro del bailo comprendeva diversi settori, in quanto era sia console sia ambasciatore di Venezia. Data l'importanza del ruolo, per la nomina veniva scelta con attenzione la persona incaricata, in quanto aveva un ruolo chiave nel mantenere un buon rapporto tra il sultano ottomano e il governo veneziano. Per tali motivi non era sempre possibile trovare delle persone in grado di ricoprire tale ruolo. Tra i vari compiti svolti bisogna citare anche la rappresentanza e protezione degli interessi politici veneziani nonché la mera capacità diplomatica nel risolvere eventuali diatribe tra ottomani e veneziani. Una volta accasato, il bailo molto spesso creava dei veri contatti di amicizia con influenti politici ottomani.

## Etimologia
La parola veneziana bailo deriva dal latino baiulus, che originariamente significava " portatore (vettore) ". Il termine ottomano era bālyōs o bālyoz .

## Il bailato - l'Ambasciata Veneziana

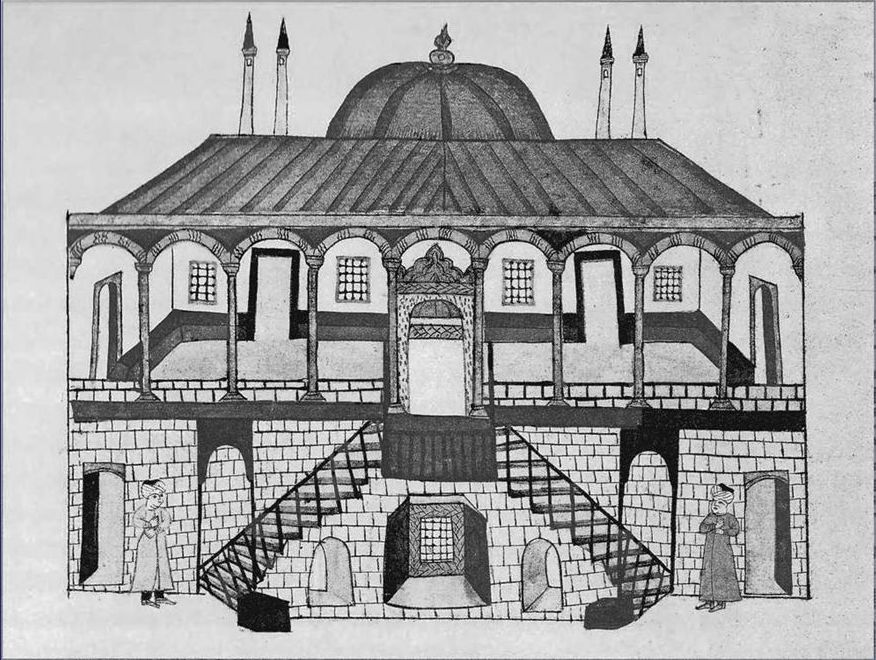
La residenza del bailo, miniatura ottomana del XVII secolo

Nel periodo che va dalla caduta di Costantinopoli del 1453 fino allo scoppio della Seconda Guerra Ottomana-Veneziana nel 1499, il bailato si insediò nel centro di Galata . Successivamente il bailato venne trasferito in una delle periferie di Galata, in un'ambasciata chiamata Vigne di Pera nel quartiere omonimo (Pera). Questa casa fu utilizzata temporaneamente come residenza estiva e come rifugio dalla peste per poi diventare la sede permanente dopo la guerra di Cipro. In realtà la maggior parte dei baili preferiva questa località rispetto a quella di Galata perché aveva meno restrizioni negli spostamenti fuori orario consentito e la sua posizione si rivelava ideale per il contrabbando di schiavi.
Vigne di Pera era un grande complesso circondato da mura. L'ambasciata aveva un'area pubblica e una privata. L'area privata ospitava il bailo, i suoi dipendenti il proprio corpo di giannizzeri e il personale di segreteria. L'area pubblica veniva utilizzata per accogliere dignitari e altre persone importanti. In tale area vi era anche una sala per banchetti per occasioni speciali e feste.

## Funzioni, doveri e responsabilità

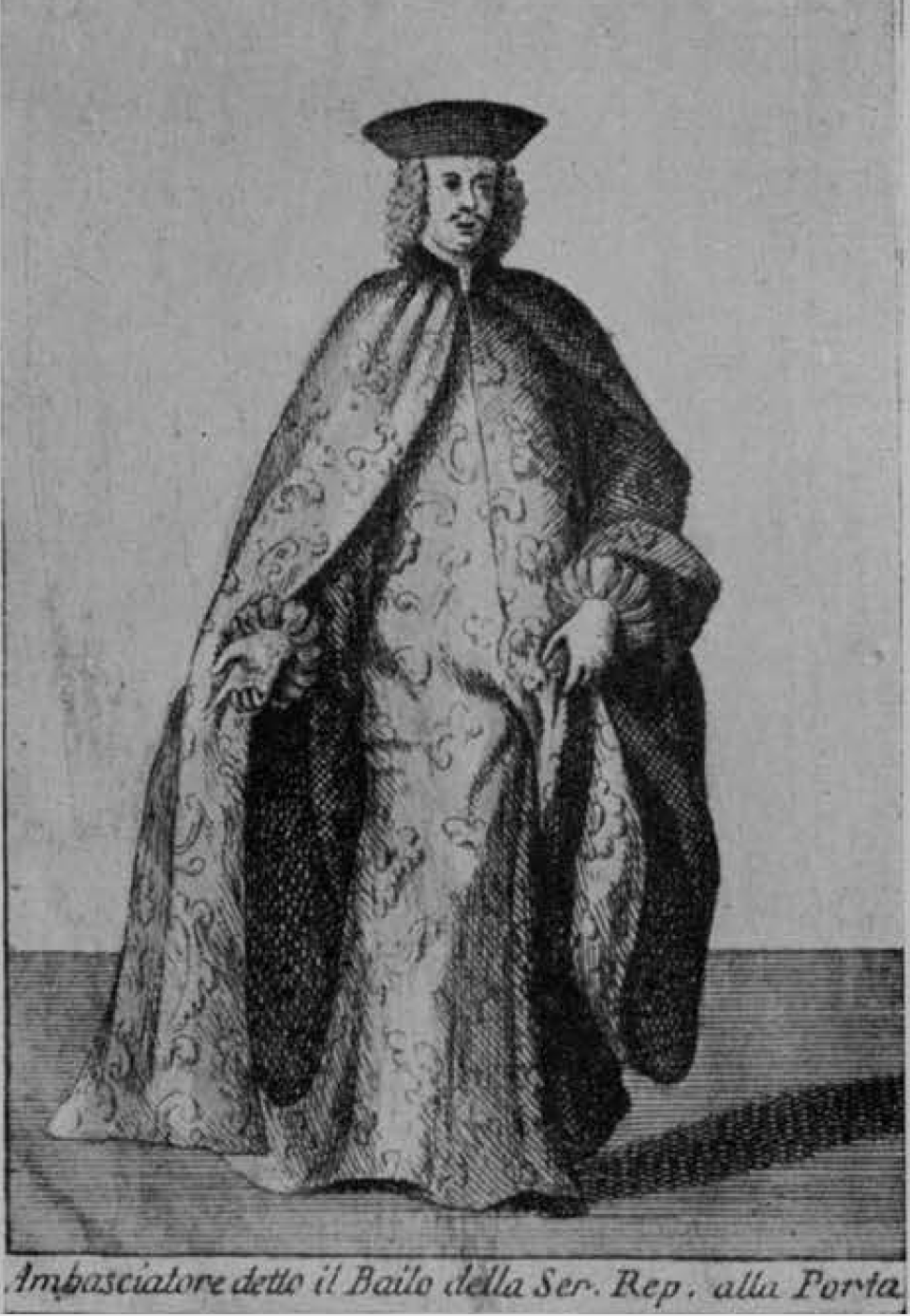
Incisione di un bailo alla Sublime Porta in abito formale (17 ° secolo)

Una delle maggiori responsabilità del bailo era la raccolta di informazioni sull'Impero ottomano. Di solito ricevevano queste informazioni attraverso le loro ampie reti di amici, la loro famiglia e una rete di spie. Questa rete di spionaggio consisteva in una rete di informatori tra i mercanti e i loro associati e persino persone che lavoravano all'interno della burocrazia ottomana. Vi erano anche talpe in altre ambasciate straniere.
Come descritto il bailo aveva la responsabilità di promuovere e proteggere il commercio veneziano, difatti dopo la battaglia di Lepanto gli fu ordinato dal Doge di proteggere l'integrità dei poteri mercantili dagli inglesi, olandesi e fiorentini. Nonostante il bailo non si interessasse molto alle questioni commerciali rispetto a quelle politiche a ogni nomina di un nuovo sultano si assicurava che venissero seguiti tutti gli accordi presi con il sultano precedente (questo era fatto per proteggere i cittadini, i beni e la proprietà veneziani).
La figura del bailo era molto importante anche nei casi di controversie legali nei commerci internazionali difatti interveniva a volte come sia come arbitro o come avvocato di una delle parti a seconda delle richieste.
Il Bailo era anche il responsabile di tutto il commercio nelle terre ottomane e poteva sostituire i consoli ogni volta che voleva.
Tra gli obblighi bisogna citare che al bailo era vietato svolgere effettivamente attività commerciali o fare lavori di rappresentanza per privati. In realtà i baili operavano clandestinamente lo stesso nel commercio.

## La vita di unbailo
Tutti i baili furono scelti dai ranghi del patriziato veneziano; questo era un requisito fondamentale e obbligatorio, e la maggior parte di essi venivano scelti al livello più alto della classe sociale oligarchica che dominava la vita politica veneziana.
Molti baili non erano sposati. Uno dei motivi può essere attribuito al fatto che la maggior parte maneneva tale investitura per dare prestigio economico alla propria famiglia difatti vari di loro avevano preso i voti. Quasi sempre in tali famiglie vi erano altri fratelli maschi che avrebbero trasmesso il nome della famiglia. Il bailo era anche partecipe alle comunità di rito latino dell'Impero ottomano a volte si adoperavano per ottenere chiese che potevano essere utilizzate dai veneziani e rappresentare i cattolici romani. I baili avevano una vita sociale attiva ed erano presenti nelle confraternite, proteggevano la compagnia del santo sacramento, patrocinavano artisti e artigiani nella creazione di oggetti religiosi e decorazioni per le chiese di rito latino di Costantinopoli e Galata.
Un dovere spirituale e diplomatico era liberare gli schiavi cristiani a meno che non si convertissero volontariamente all'Islam, per compiere tali operazioni vi erano dei fondi destinati alla liberazione degli schiavi che provenivano dalla Chiesa o da dei privati. Tale dovere rischiava pero' di creare dei contrasti con gli ottomani.
Molti membri del patriziato non volevano diventare bailo . Tra i vari motivi vi era il rischio del viaggio a Costntinopoli. Il lungo viaggio aveva avuto diverse morti lungo in tragitto e alcuni di questi Baili morirono a Costantinopoli senza fare rientro a Venezia. Dopo diverse morti durante il viaggio a Costantinopoli, il governo veneziano permise ai medici di accompagnare il bailo nel caso di bisogno. Bisogna anche aggiungere che in caso di ostilità, il bailo era sicuramente in pericolo e poteva di essere tenuto in prigionia seppur si sia visto che questa era solo una forma libera di arresti domiciliari e al bailo era persino permesso di lasciare la casa, specialmente se per scopi religiosi. Era raro che i baili fossero giustiziati, ma la possibilità che ciò accadesse era un ulteriore deterrente per lo svolgimento di tale incarico.
Dal punto di vista economico il Bailo doveva anche autofinanziarsi e non tutti i nobili avevano tale capacità economica. Spesso il bailo ricorreva al prestito di denaro dai mercanti, ma ciò divenne sempre più difficile in quanto il rimborso era quasi sempre attorno all'anno.

## Visita a Corfù
Una descrizione accurata ce la fornisce anche Giacomo Casanova nelle sue memorie il quale menziona durante il suo soggiorno a Corfù l'arrivo del bailo di Costantinopoli. Egli si fermò sull'isola mentre si recava nella capitale Ottomana a bordo di una fregata di settantadue cannoni di nome Europa. Avendo un rango superiore a quello del Provveditore di Corfù venne issata la bandiera del bailo, con i colori del capitano generale da mar della Marina veneziana durante il suo soggiorno sull'isola per tutta la settimana, mentre la bandiera con i colori di il Provveditore fu ammainata.

## Elenco dei Baili di Costantinopoli

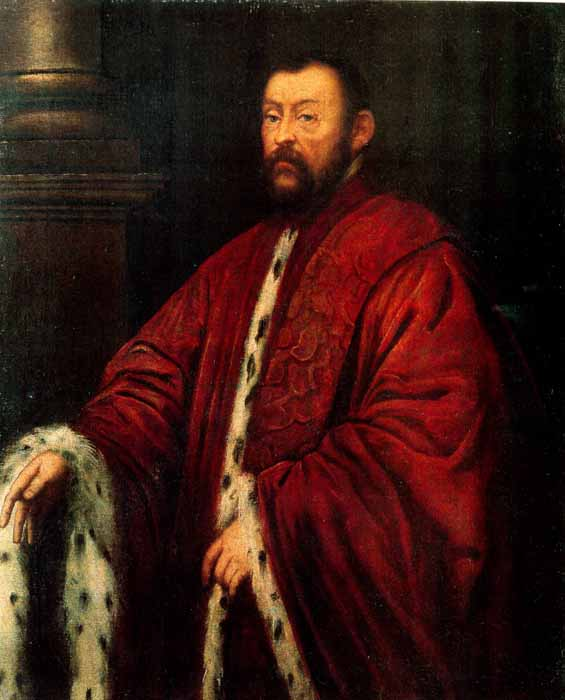
Ritratto di Marcantonio Barbaro del Tintoretto. Museo nazionale d'Arte della Romania di Bucarest.

### XIII secolo
- 1293 Delfino Dolfin

### XV secolo
- 1454 Bartolomeo Marcello
- 1456 Lorenzo Vitturi
- 1458 Michele Cappello
- 1459 Domenico Balbi
- 1462 Paolo Barbarigo
- 1479 Pietro Vitturi

- 1479 Battista Gritti
- 1482 Pietro Bembo
- 1486 Ermolao Minio
- 1487 Antonio Ferro
- 1489 Onfré Giustinian
- 1492 Girolamo Marcello

Ambasciatori e altri inviati straordinari
- 1453 Bartolomeo Marcello
- 1460 Nicolò Sagundino; segretario
- 1465 Giovanni Cappello
- 1466 Leonardo Boldù
- 1471 Nicolò Cocco e Francesco Cappello
- 1475 Girolamo Zorzi
- 1478 Tommaso Malipiero
- 1478 Giovanni Dario; segretario
- 1479 Benedetto Trevisan
- 1480 Nicolò Cocco
- 1481 Antonio Vitturi
- 1483 Domenico Bolani
- 1484 Giovanni Dario; segretario
- 1486 Antonio Ferro (rimasto poi come bailo)
- 1487 Giovanni Dario; segretario
- 1493 Domenico Trevisan
- 1496 Alvise Sagundino; segretario
- 1498 Andrea Zancani
- 1500 Alvise Manenti; segretario

### XVI secolo
- 1503 Leonardo Bembo; vice bailo
- 1508 Andrea Foscolo
- 1512 Nicolò Giustinian; vice bailo
- 1516 Pietro Donà; vice bailo
- 1516 Leonardo Bembo
- 1519 Tommaso Contarini
- 1522 Andrea Priuli
- 1523 Pietro Zen; ambasciatore e vice bailo
- 1524 Pietro Bragadin
- 1526 Pietro Zen; ambasciatore e vice bailo
- 1530 Francesco Bernardo
- 1531 Pietro Zen; ambasciatore e vice ballo
- 1533 Nicolò Giustinian
- 1537 Jacopo Canal
- 1541 Antonio Mazzaruol; segretario, reggente

- 1541 Girolamo Zane
- 1544 Vincenzo Zancani
- 1546 Alessandro Contarini
- 1547 Alvise Renier
- 1550 Bernardo Navagero
- 1552 Domenico Trevisan
- 1554 Antonio Erizzo
- 1556 Antonio Barbarigo
- 1558 Marino Cavallo
- 1560 Girolamo Ferro
- 1562 Andrea Dandolo; vice bailo
- 1562 Daniele Barbarigo
- 1564 Vittore Bragadin
- 1566 Jacopo Soranzo
- 1568 Marcantonio Barbaro
- 1573 Antonio Tiepolo
- 1575 Giovanni Correr
- 1577 Nicolò Barbarigo

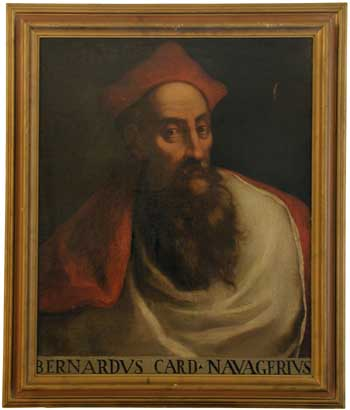
Cardinale Bernardo Navagero

- 1579 Gabriele Cavazza; segretario , reggente
- 1580 Paolo Contarini
- 1582 Gianfrancesco Morosini
- 1585 Lorenzo Bernardo
- 1587 Giovanni Moro
- 1590 Girolamo Lippomano
- 1591 Lorenzo Bernardo; reggente con il titolo di Nobile
- 1591 Matteo Zane
- 1593 Marco Venier
- 1596 Girolamo Cappello
- 1599 Vincenzo Gradenigo

Ambasciatori e altri inviati straordinari
- 1502 Zaccaria de' Freschi; segretarioAndrea Gritti ritratto di Tiziano
- 1503 Andrea Gritti

- 1511 Alvise Arimondo
- 1513 Antonio Giustinian

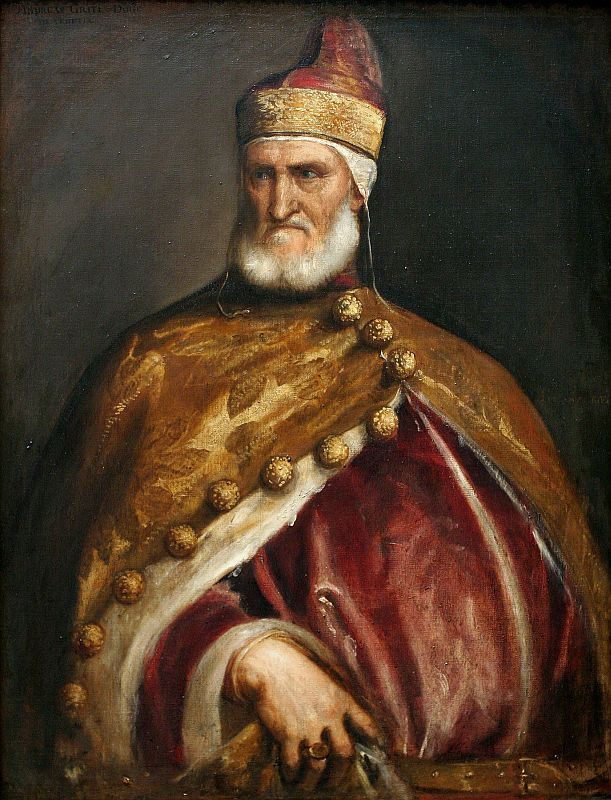
Andrea Gritti ritratto di Tiziano

- 1517 Bartolomeo Contarini e Alvise Mocenigo
- 1521 Marco Minio
- 1523 Pietro Zen; ambasciatore e vice bailo
- 1527 Marco Minio
- 1528 Tommaso Contarini
- 1530 Tommaso Mocenigo
- 1531 Pietro Zen; ambasciatore e vice bailo
- 1533 Tommaso Contarini
- 1534 Daniele de' Ludovici; segretario
- 1536 Tommaso Mocenigo
- 1539 Lorenzo Gritti
- 1539 Pietro Zen (deceduto prima di giungere a Costantinopoli)
- 1539 Tommaso Contarini
- 1540 Alvise Badoer
- 1544 Stefano Tiepolo
- 1550 Caterino Zeno
- 1556 Alvise Renier
- 1567 Marino Cavalli
- 1567 Girolamo Zane (non giunse a Costantinopoli)
- 1571 Jacopo Ragazzoni
- 1573 Andrea Badoer
- 1575 Jacopo Soranzo
- 1595 Leonardo Donà

### XVII secolo
Baili
- 1600 Agostino Nani
- 1602 Francesco Contarini
- 1604 Ottaviano Bon
- 1608 Simeone Contarini
- 1611 Cristoforo Valier
- 1614 Almorò Nani
- 1620 Giorgio Giustinian
- 1626 Sebastiano Venier
- 1629 Giovanni Cappello
- 1632 Pietro Foscarini
- 1636 Alvise Contarini
- 1640 Girolamo Trevisan
- 1642 Angelo Alessandri (segretario, reggente)
- 1642 Giovanni Soranzo
- 1671 Giacomo Querini
- 1675 Giovanni Morosini

### XVIII secolo
Baili
- 1703 Ascanio Giustinian
- 1709 Alvise Mocenigo
- 1714 Andrea Memmo
- 1720 Giovanni Emo
- 1723 Francesco Gritti
- 1726 Daniele Dolfin
- 1729 Orazio Bartolini (segretario, reggente)
- 1729 Francesco Donà (non giunse a Costantinopoli)
- 1730 Angelo Emo
- 1734 Simeone Contarini
- 1739 Nicolò Erizzo
- 1742 Giovanni Donà
- 1745 Francesco Venier
- 1748 Andrea da Lezze
- 1751 Antonio Diedo
- 1754 Antonio Donà
- 1757 Francesco Foscari
- 1761 Pietro Correr
- 1764 Giovanni Antonio Ruzzini
- 1767 Girolamo Ascanio Giustinian
- 1771 Paolo Renier
- 1775 Bartolomeo Gradenigo
- 1778 Andrea Memmo
- 1781 Agostino Garzoni
- 1785 Girolamo Zulian
- 1788 Nicolò Foscarini
- 1792 Ferigo Todero Foscari
- 1796 Francesco Vendramin

Ambasciatori
- 1705 Carlo Ruzzini
- 1731 Angelo Emo (bailo)
- 1755 Antonio Donà (bailo)
- 1758 Francesco Foscari (bailo)
- 1774 Paolo Renier (bailo)
- 1789 Nicolò Foscarini (bailo)[15]